# بیسیر
بیسیر (به لاتین: Biser) یک منطقهٔ مسکونی در بلغارستان است که در شهرستان هارمانلی واقع شده‌است.